# Ramón del Río
Juan Ramón del Río (Bahía Blanca, 31 de agosto de 1900-desconocido) fue un médico cirujano y político argentino. Se desempeñó como embajador argentino en Colombia, como también diputado nacional y gobernador de la provincia de Buenos Aires.

## Biografía
Asistió al Colegio Rivadavia y al Colegio Don Bosco de Bahía Blanca, su ciudad natal. Comenzó su carrera como militante radical realizando campaña para Hipólito Yrigoyen en 1917, siendo estudiante secundario. Fundó periódicos radicales y realizó huelgas estudiantiles, lo que le llevó a ser encarcelado en varias oportunidades, sobre todo por la fundación del «Centro de Estudiantes Secundarios» de su ciudad. Comenzó a estudiar Medicina en la Universidad de Buenos Aires en 1920, logrando finalizar sus estudios en 1926. Tras un año de práctica en Buenos Aires, se trasladó nuevamente a su ciudad natal donde abrió un consultorio en el barrio de Villa Mitre en 1928. Prosiguió su militancia en la Unión Cívica Radical, apoyando a Yrigoyen y a José Luis Cantilo, y para 1929 era presidente de la Juventud Radical bahiense. A partir de ese año, y hasta 1930, se desempeñó en el Hospital Municipal de Bahía Blanca, cuando deja el cargo para asumir como Secretario del Colegio de Médicos de Bahía Blanca.
En 1931 fue elegido como diputado nacional por la provincia de Buenos Aires. Se desempeñó como presidente de la Liga Argentina por los Derechos del Hombre en 1937. Posteriormente fue opositor al gobierno Marcelo T. de Alvear, lo que le ocasionó ser relegado en candidaturas radicales al congreso, aunque centró su militancia radical en cuestiones culturales y problemáticas de trabajadores. Nunca perdió vinculación con círculos médicos provinciales y bahienses.
Desde mediados de agosto de 1945, del Río se desempeñó como Ministro de Gobierno de la Provincia de Buenos Aires, designado por Juan Atilio Bramuglia, quien había sido nombrado como gobernador por el régimen militar de Edelmiro Julián Farrell. El 19 de septiembre de 1945 pasó de ministro al cargo de Gobernador de Buenos Aires por medio de una renuncia, inesperada para el gobierno de Farrell, de Juan Atilio Bramuglia; aquel día se llevó a cabo la «Marcha por la Constitución y la Libertad», donde doscientosmil personas manifestaron su oposición al régimen militar en las calles de Buenos Aires. Fue reemplazado en este cargo el 24 de septiembre de 1945 por Luis Ricardo Longhi, quien solo se desempeñó en el cargo por cinco días.
La llegada de Juan Domingo Perón le posibilitó ser nombrado cónsul argentino en Río de Janeiro, para luego ser nombrado Embajador de Argentina en Colombia, cargo que desempeñó entre 1943 a 1953, cuando Colombia vivía el período histórico conocido como La Violencia.